# The Death and Return of Superman
The Death and Return of Superman (с англ. — «Смерть и возвращение Супермена») — видеоигра в жанре beat 'em up, основанная на сюжете книги-комикса The Death of Superman. Игра вышла в 1994 году на SNES и в 1995 году на Sega Mega Drive.

## Персонажи

Игровые персонажи игры (слева направо) Супербой, Кибер-Супермен, Человек из стали, Уничтожитель

- Суперме́н — главный герой и первый протагонист игры. Защитник города Метрополиса. Был убит в битве с Думсдеем, затем воскрес. Уничтожил Киборга. Суперудар — тепловидение, супердвижение — пикирование.
- Ки́борг-Супермен — главный антагонист и второй протагонист игры. ДНК Киборга полностью соответствует ДНК Супермена, протезы имеют криптониа́нское происхождение. Уничтожен в конце игры Суперменом. Суперудар — ручная пушка, супердвижение — бомба.
- Уничтожи́тель — третий протагонист игры. Пострадал в битве с Киборгом Суперменом, после чего долго регенерировался в Крепости Одиночества. Суперудар — энергетический взрыв, супердвижение — энерговолна.
- Супербо́й — четвёртый протагонист игры. Подростковый клон Супермена, созданный в результате проекта «Кадмус». Суперудар — телекинети́ческий взрыв, супердвижение — телекинети́ческая волна.
- Ста́ль — пятый протагонист игры. Настоящая личность — Джон Генри Айронс, бывший разработчик спецвооружений для Westin Technologies. Сталь посвятил свою жизнь продолжению дела Супермена — несению справедливости. Суперудар — железные болты, супердвижение — пикирование.

## Сюжет
Действие начинается с нападения преступного синдиката на электростанцию Метрополиса, которая приводит Супермена к боссу синдиката, Когтистому, которого он побеждает. В это время по новостям сообщается о Думсдее, который нагрянул на улицы мегаполиса. Супермен прибывает на стройку, где после битвы с подчиненными, сражается с Думсдеем, который после поединка отправляется на улицы. Супермен преследует Думсдея, после чего происходит второй поединок, в результате которого они оба погибают.
Город оплакивает Супермена, своего защитника. В это время идут слухи про воскрешение героя.
Киборг решает отправиться в лабораторию Кадмус, чтобы забрать тело Думсдея, но выполнить миссию мешают охрана комплекса и Сентинел, которых он побеждает. Забрав тело Думсдея, Киборг выбросил его в открытый космос.
Уничтожитель отправляется в Метрополис, чтобы найти следы недавних событий. Это его приводит в неблагополучные районы, где он сталкивается со Сталью. После победы над Сталью, Уничтожитель решает пожалеть оппонента. В это время космическая станция уничтожает Коаст-Сити. Уничтожитель быстро отправляется расследовать происшествие, которое приводит его к Киборгу. Киборг побеждает Уничтожителя, но тот успевает сбежать в Крепость Регенерации.

### Уровни
| Эпизоды | Название                | Протагонист  | Босс      |
| ------- | ----------------------- | ------------ | --------- |
| 1       | Монстры из Антимира     | Супермен     | Когтистый |
| 2       | Судный день Метрополиса | Супермен     | Думсдей   |
| 3       | Штурм Кадмуса           | Киборг       | Сентинел  |
| 4       | Последний сын Криптона  | Уничтожитель | Сталь     |
| 5       | Засада в Коаст-Сит      | Уничтожитель | Киборг    |
| 6       | Дитя Метрополиса        | Супербой     | Киборг    |
| 7       | Сила Стали              | Сталь        |           |
| 8       | В погоне за ракетой     | Супербой     |           |
| 9       | Корабль Киборга         | Сталь        |           |
| 10      | Возвращение Супермена   | Супермен     | Киборг    |